# Порцеляновий місяць
«Порцеляновий місяць» (англ. China Moon) — американський романтичний нео-нуарний трилер 1994 року режисера Джона Бейлі. У головних ролях Ед Гарріс, Медлін Стоу та Бенісіо дель Торо.

## Синопсис
Детектив Кайл Бодін закохується в Рейчел Манро, яка опинилася в пастці насильницького шлюбу. Після того, як Кайл застрелив її чоловіка, він неохоче погоджується допомогти заховати тіло, але напарник Кайла, Ламар Дікі, виявляє незвичайний хист до пошуку доказів.

## Акторський склад
| Актор              | Роль            |
| ------------------ | --------------- |
| Ед Гарріс          | Кайл Бодін      |
| Медлін Стоу        | Рейчел Манро    |
| Чарльз Денс        | Руперт Манро    |
| Бенісіо дель Торо  | Ламар Дікі      |
| Прюїтт Тейлор Вінс | Деріл Джітерс   |
| Патрісія Гілі      | Адель           |
| Роджер Аарон Браун | капітан поліції |

## Виробництво
Фільм було знято в кольорі DeLuxe на натурі у Флориді за допомогою обладнання Panavision, в локаціях Бартоу, Лейкленд і Тампа.

## Відгуки
На сайті Rotten Tomatoes рейтинг фільму становить 40%.